# قائمة البعثات الدبلوماسية في تشاد

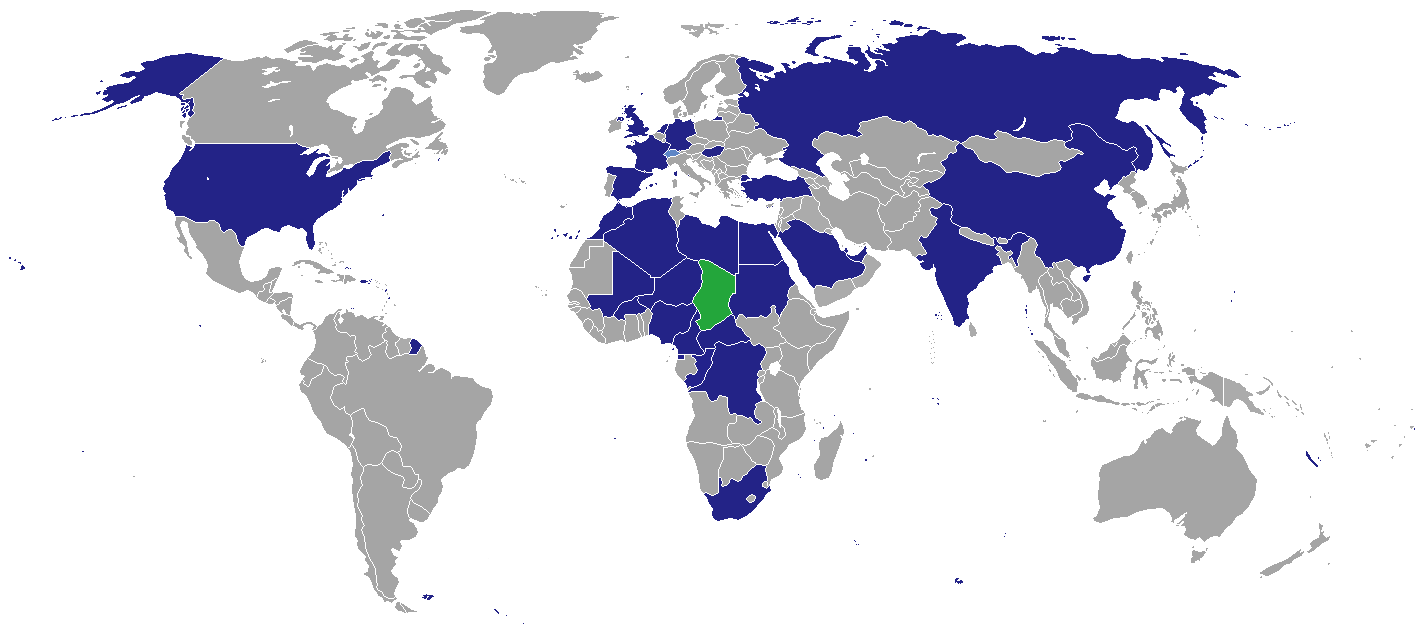
خريطة البعثات الدبلوماسية في تشاد

هذه قائمة البعثات الدبلوماسية المعتمدة في تشاد. في الوقت الحاضر، تستضيف العاصمة نجامينا 26 سفارة، في حين أن الدول الأخرى لديها مبعوثون مقيمون في عواصم أخرى ومعتمدين أيضًا لدى تشاد.

## البعثات الدبلوماسية في نجامينا

### السفارات
- الجزائر
- بوركينا فاسو
- الكاميرون
- جمهورية إفريقيا الوسطى
- الصين
- جمهورية الكونغو
- الكونغو كينشاسا
- مصر
- غينيا الاستوائية
- فرنسا
- ألمانيا
- الكرسي الرسولي
- ساحل العاج
- ليبيا
- المغرب
- النيجر
- نيجيريا
- قطر
- روسيا
- السعودية
- جنوب إفريقيا
- السودان
- تركيا
- الإمارات العربية المتحدة
- المملكة المتحدة
- الولايات المتحدة

### بعثات أو وفود أخرى
- الاتحاد الأوروبي (وفد)
- هولندا (مكتب سفارة)[ا]
- سويسرا (مكتب التعاون)[2]

## البعثات القنصلية

### موندو
- الكونغو كينشاسا (قنصلية)

## السفارات غير المقيمة
مقيم في أبوجا، نيجيريا:
- الأرجنتين[3]
- أستراليا[4]
- النمسا[5]
- التشيك[6]
- الهند[7]
- البرتغال[8]
- ماليزيا
- هولندا[9]
- فيتنام[10]

مقيم في طرابلس، ليبيا:
- قبرص[11]
- الفلبين
- بولندا[12]
- صربيا[13]
- سلوفاكيا[14]

مقيم في ياوندي، الكاميرون:
- بلجيكا[15]
- البرازيل[16]
- كندا[17]
- إندونيسيا[18]
- إيطاليا[19]
- اليابان[20]
- كوريا الجنوبية[21]
- أسبانيا[22]

مقيم في مدن أخرى:
- كولومبيا (القاهرة)[23]
- كرواتيا (باريس)[24]
- كوبا (نيامي)[25]
- دنمارك (واغادوغو)[26]
- اليونان (كينشاسا)[27]
- إيران (نيامي)
- إيرلندا (نيوروك)[28]
- إسرائيل (أديس أبابا)[29]
- مالي (ليبرفيل)[30]
- المكسيك (القاهرة)[31]
- هولندا (الخرطوم)[1]
- النرويج (باماكو)[32]
- رومانيا (الجزائر (مدينة))[33]
- السويد (كينشاسا)[34]
- أوكرانيا[35]

## ملاحظة
1. ↑  Subordinate to the Dutch embassy in الخرطوم، السودان.[1]